# Coleophora delgerella
Coleophora delgerella é uma espécie de mariposa do gênero Coleophora pertencente à família Coleophoridae.